# Microleo
Microleo is een geslacht van uitgestorven buidelleeuwen die in het Mioceen op het Australische continent leefde, met als enige bekende soort Microleo attenboroughi.

## Fossiele vondst
Van Microleo is slechts één fossiel gevonden, een gebroken verhemelte met een gedeeltelijke linker- en rechterbovenkaak met incomplete tanden. Het fossiel dateert van 18 miljoen jaar geleden en werd gevonden in Riversleigh in Queensland. Microleo attenboroughi is vernoemd naar David Attenborough, een Britse bioloog en televisiemaker die in zijn documentaires het belang benadrukte van Riversleigh als vindplaats van fossielen.

## Kenmerken
Microleo is het zustertaxon van alle andere buidelleeuwen. Het was een van de drie bekende soorten buidelleeuwen uit het Vroeg-Mioceen in Riversleigh, destijds een regenwoudgebied. Microleo was de kleinste van de drie en het had met een gewicht van circa zeshonderd gram het formaat van een grote suikereekhoorn. De andere twee buidelleeuwen, Priscileo en Wakaleo, waren groter en bezetten daardoor ook andere niches. Microleo was waarschijnlijk boombewonend en jaagde vermoedelijk op kleine dieren zoals insecten, hagedissen en vogels.